# 亚洲兰茂牛肝菌
亚洲兰茂牛肝菌（学名：Lanmaoa asiatica），俗称见手青、红葱菌，是牛肝菌科兰茂牛肝菌属的一种真菌，分布于中国西南部的云南等地。亚洲兰茂牛肝菌呈红色，通常与云南松的外生菌根共生。
在云南，见手青被视为一种珍贵的食用菌。但烹饪不当会导致食用者出现幻觉，一般要长时间充分烹饪才能避免中毒。目前尚不明确其主要致幻成分，但可能与裸盖菇的致幻成分不同。